# Geschiedenis van de spelcomputer (zevende generatie)
Dit artikel behandelt de geschiedenis van de zevende generatie spelcomputers, die begon in 2004 en volgt de zesde op. De belangrijkste spelcomputers uit deze generatie zijn de Microsoft Xbox 360, Sony PlayStation 3 en Nintendo Wii.
Wat de handzame en draagbare spelcomputers betreft begon de zevende generatie met de introductie van Nintendo's Nintendo DS, een systeem dat qua ontwerp fundamenteel verschilt van de Game Boy en andere spelcomputersystemen en waarbij de gebruiker het spel bestuurt middels een aanraakscherm (touchscreen), dubbele schermen en spraak door een ingebouwde microfoon. Het werd eind 2004 geïntroduceerd.
Eind 2004 lanceerde Sony in Japan hun eerste handzame en draagbare spelcomputer, de PlayStation Portable, in een poging om de langdurige overheersing door Nintendo van de handzame en draagbare spelcomputermarkt te doorbreken. Nochtans, het betrad handzame markt met een hoogtechnologisch gadgetconcept, dat niet enkel voor het spelen van computerspellen is te gebruiken maar ook voor geschikt is om films te bekijken en muziek te beluisteren. Het concept werd in 2005 geïntroduceerd in Noord-Amerika, Europa en overige gebiedsdelen.

## Zevende generatie
Zowel de spelsystemen van Sony als Microsoft ondersteunen HD-weergave in 720p en 1080i die voor een 16:9-aspectverhouding is geoptimaliseerd. Bovendien ondersteunt de PlayStation 3 zelfs 1080p bij spellen die deze mogelijkheid aanbieden. De Xbox 360 kreeg in augustus 2007 een update waardoor deze ook HD-weergave kon ondersteunen. De Xbox 360 zal niet elk spel in HD-kwaliteit ondersteunen, elk Xbox 360-spel moet een zekere minimumnorm van 720p HD-ondersteuning bevatten. Nintendo heeft aangekondigd dat men geen HD-ondersteuning gaat aanbieden voor de Wii. Deze spelcomputer ondersteunt enkel 480p-weergave.

## Spelcomputers uit het zevendegeneratietijdperk (galerij)

### Spelcomputers voor thuisgebruik

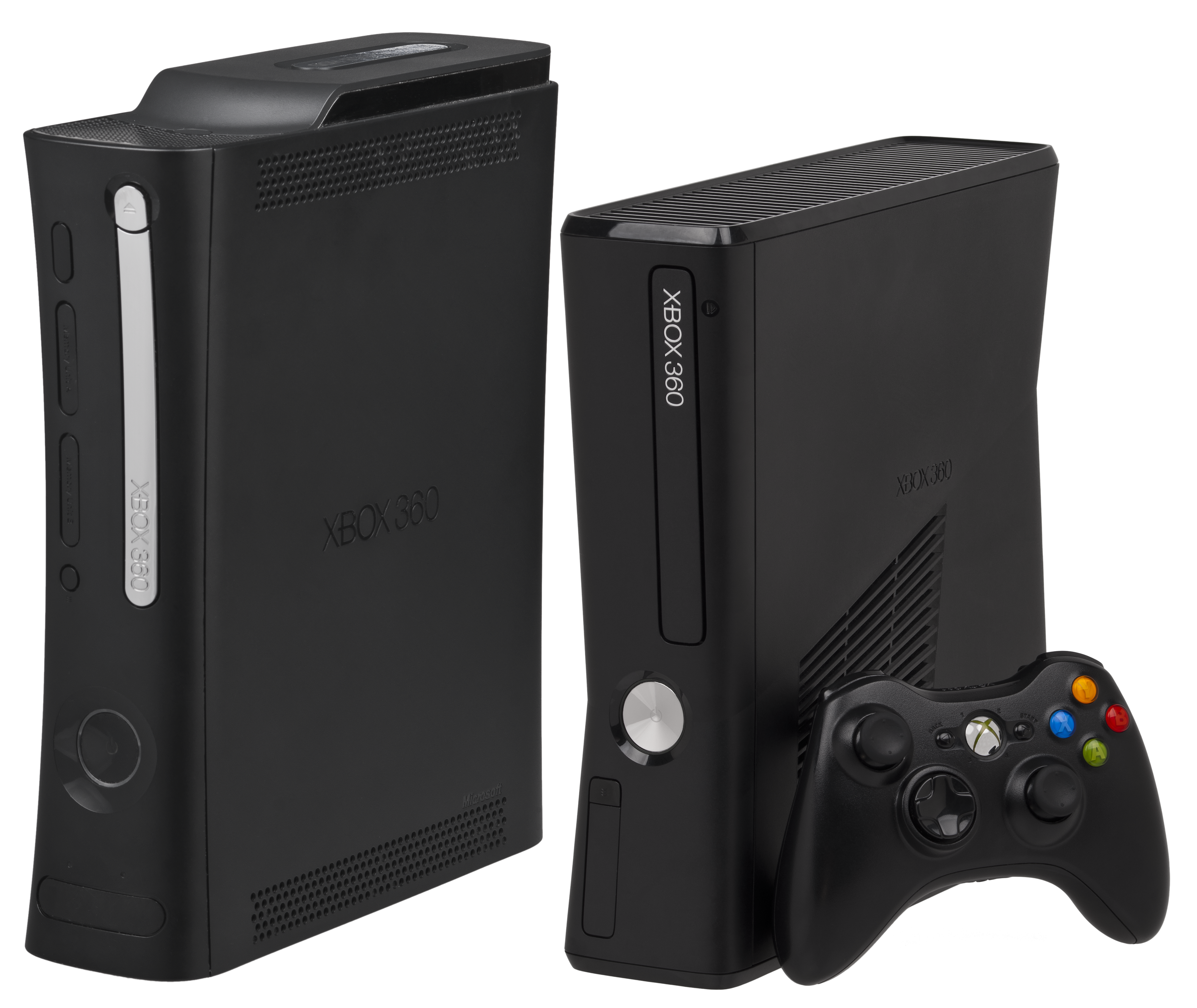
Xbox 360 (2005–2016)
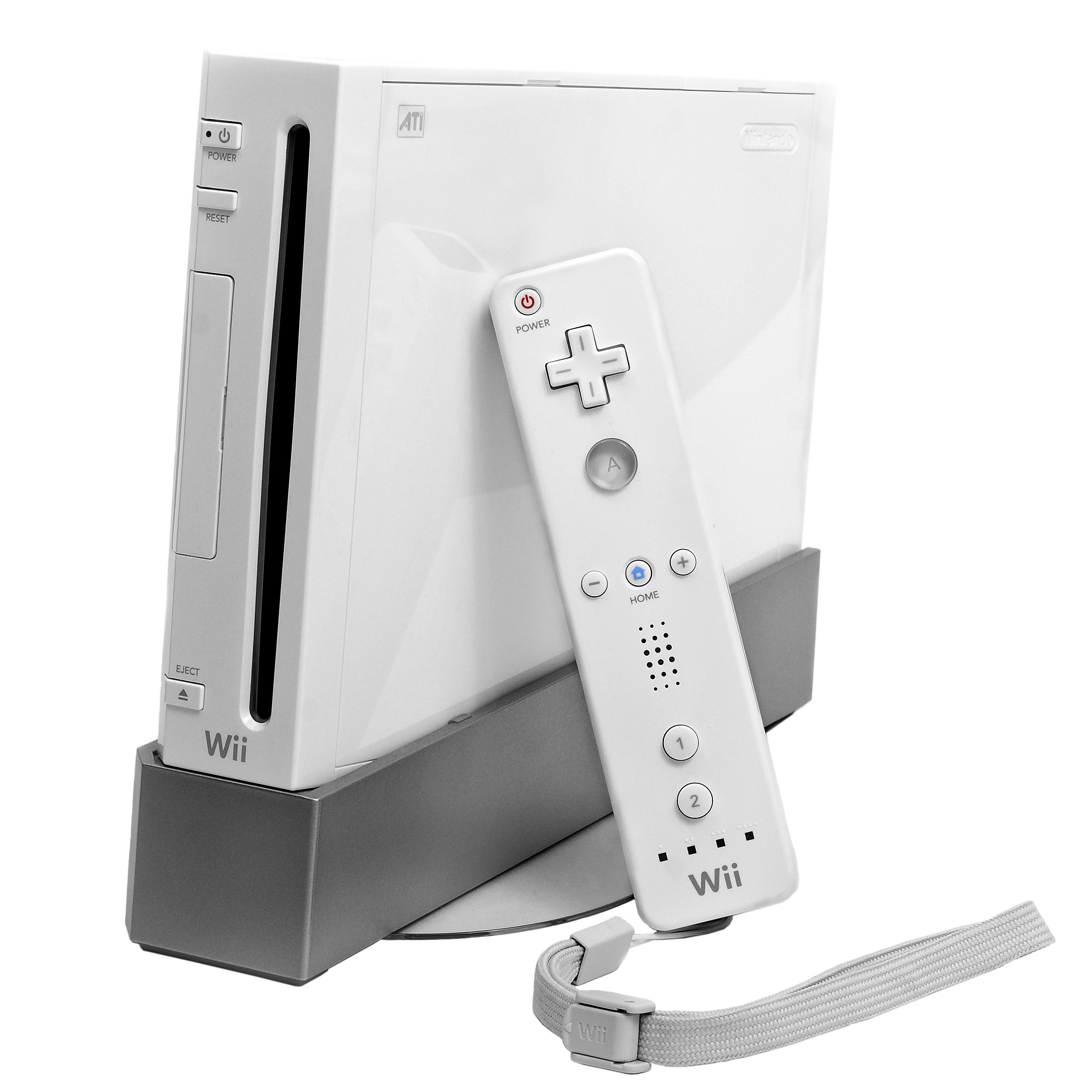
Wii (2006–2013)
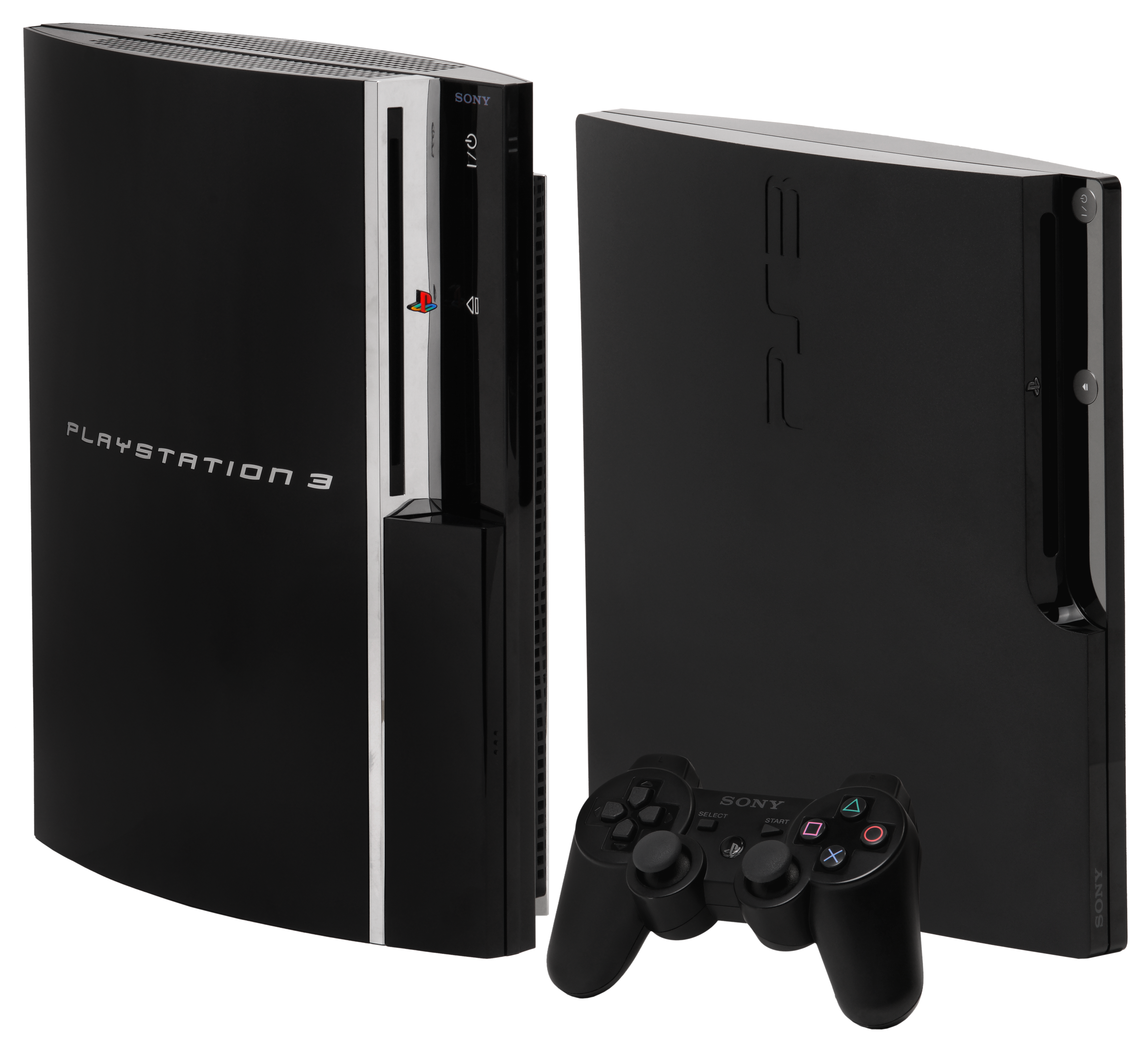
PlayStation 3 (2006–2017)

### Handhelds

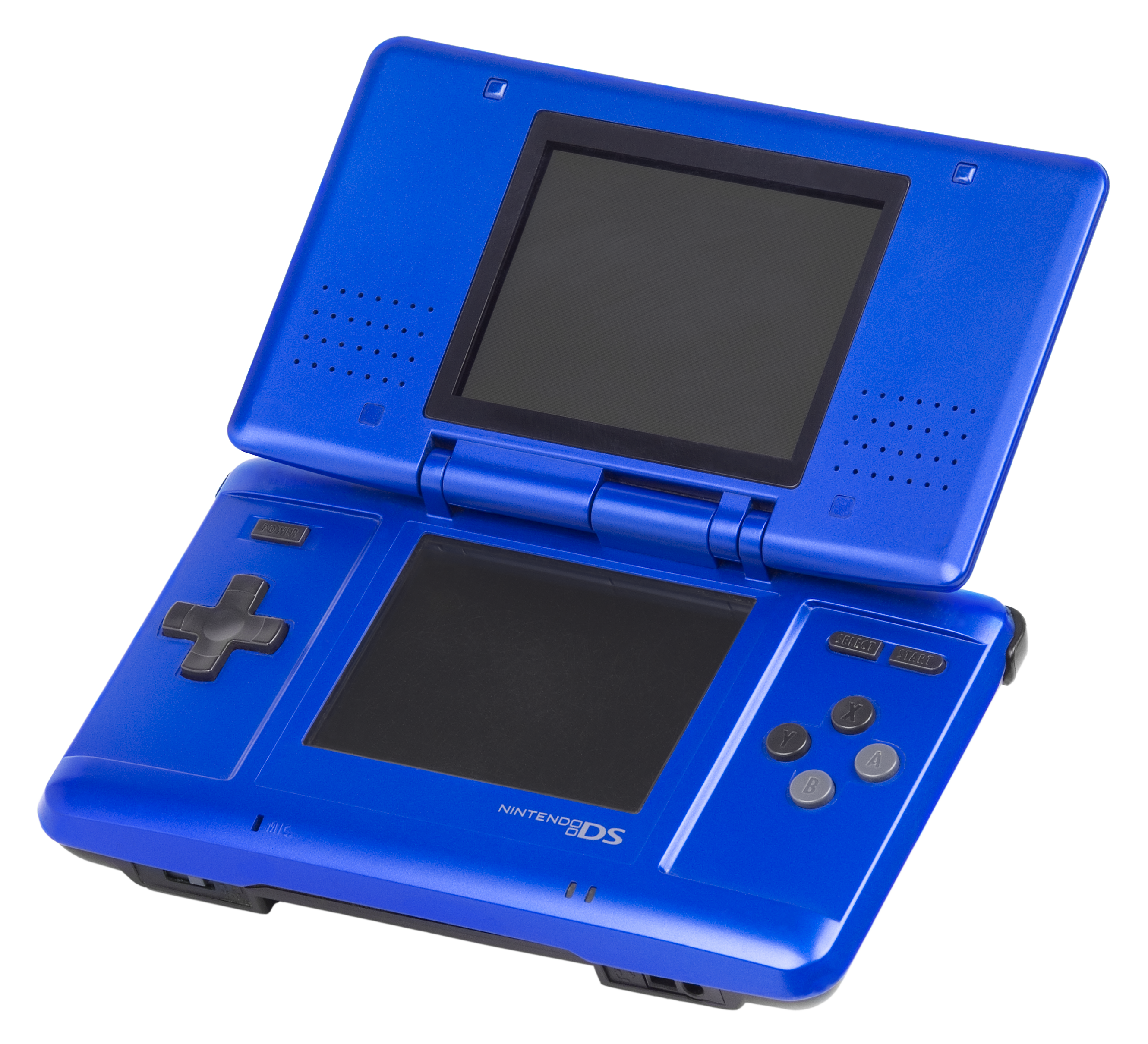
Nintendo DS (2004–2007)
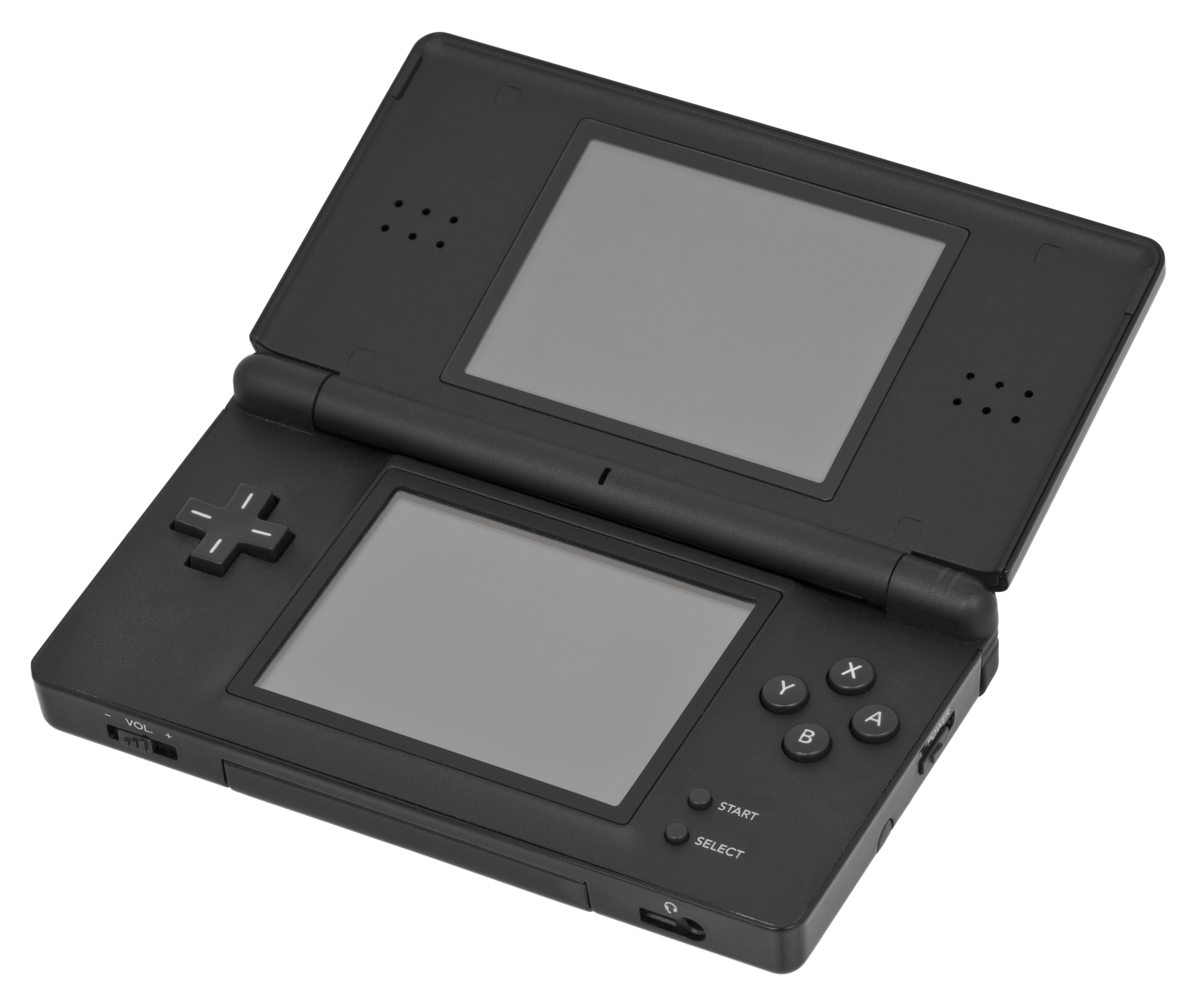
Nintendo DS Lite (2006–2011)
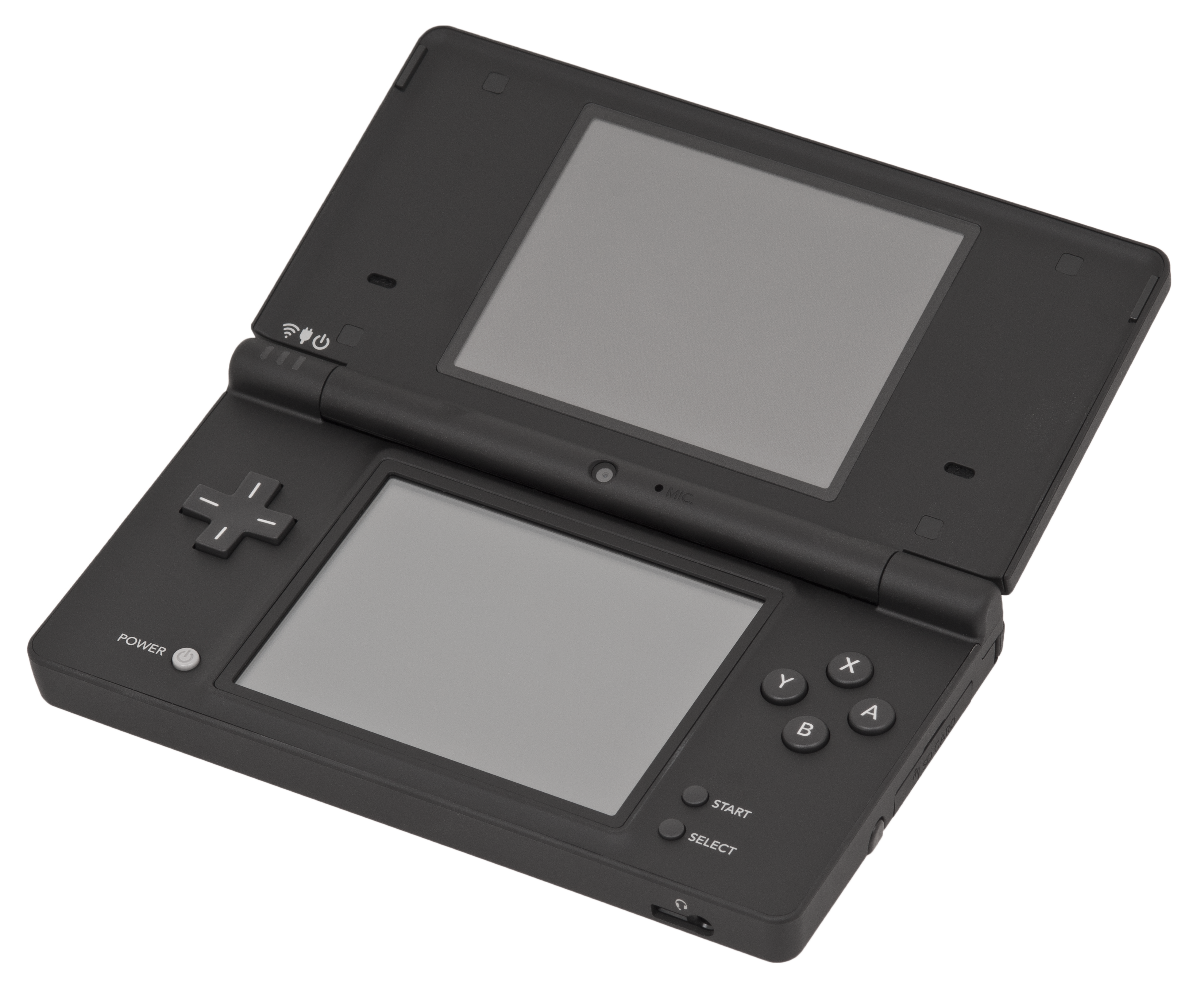
Nintendo DSi (2008–2011)
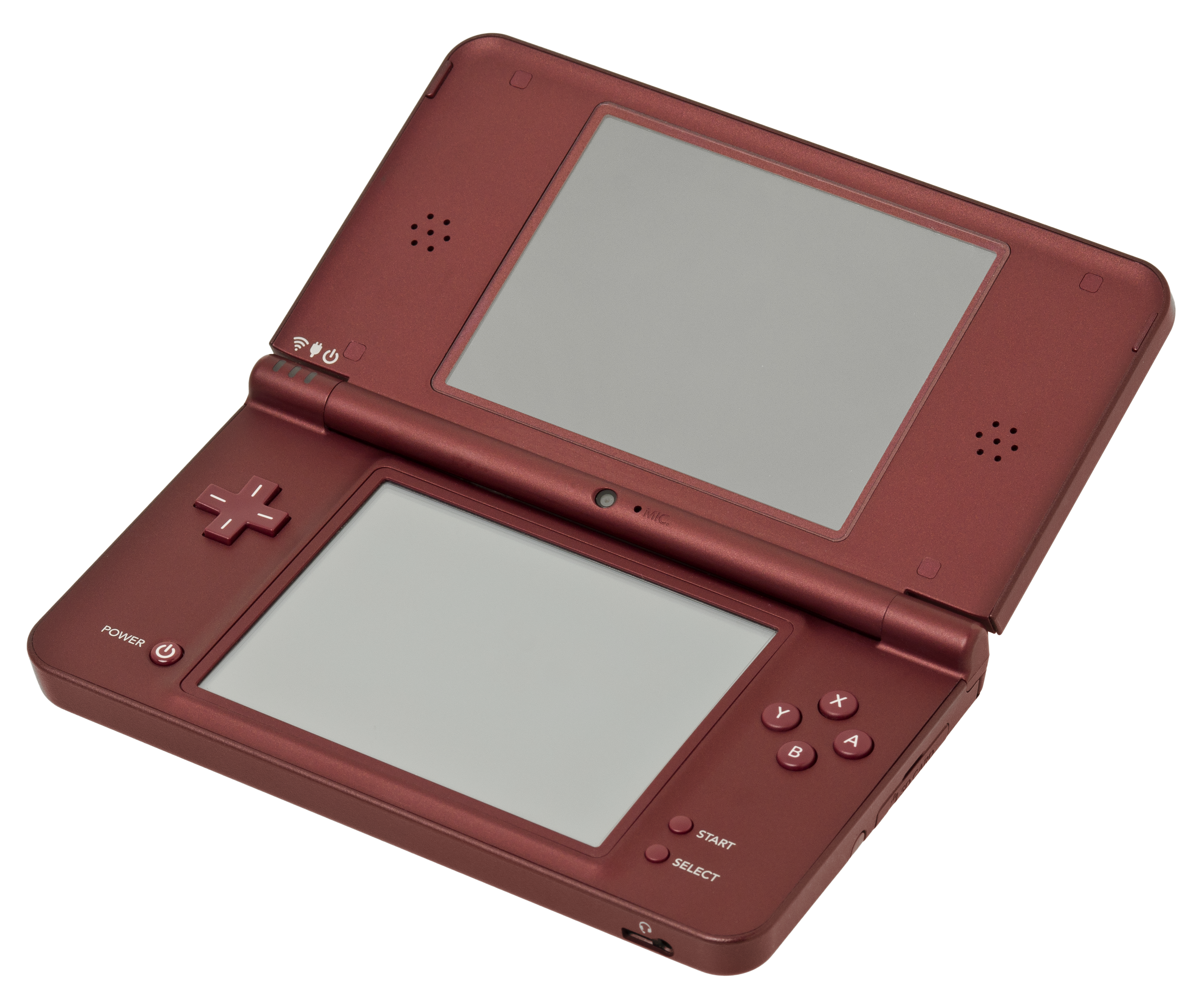
Nintendo DSi XL (2009–2013)

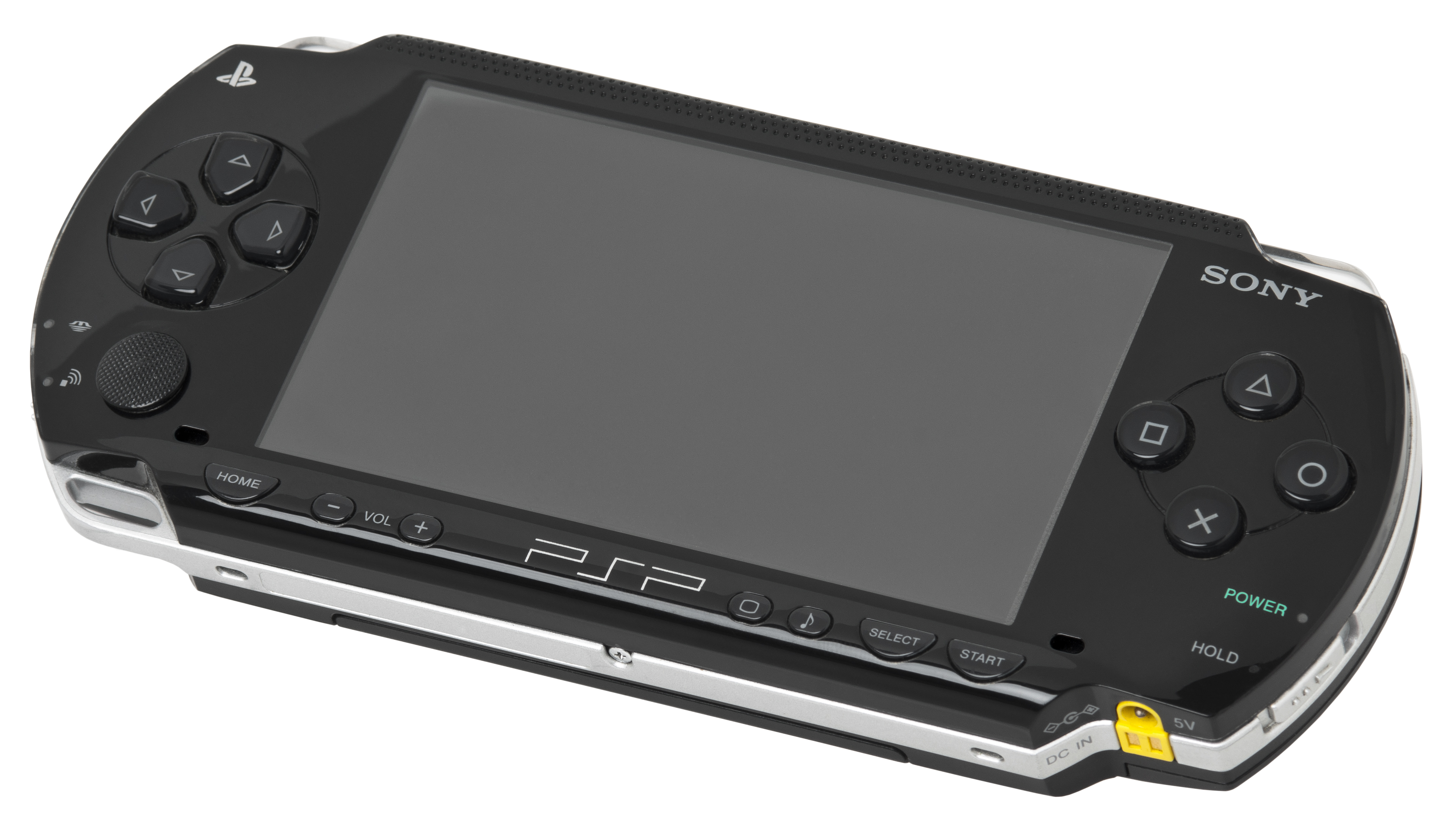
PlayStation Portable (2004–2014)
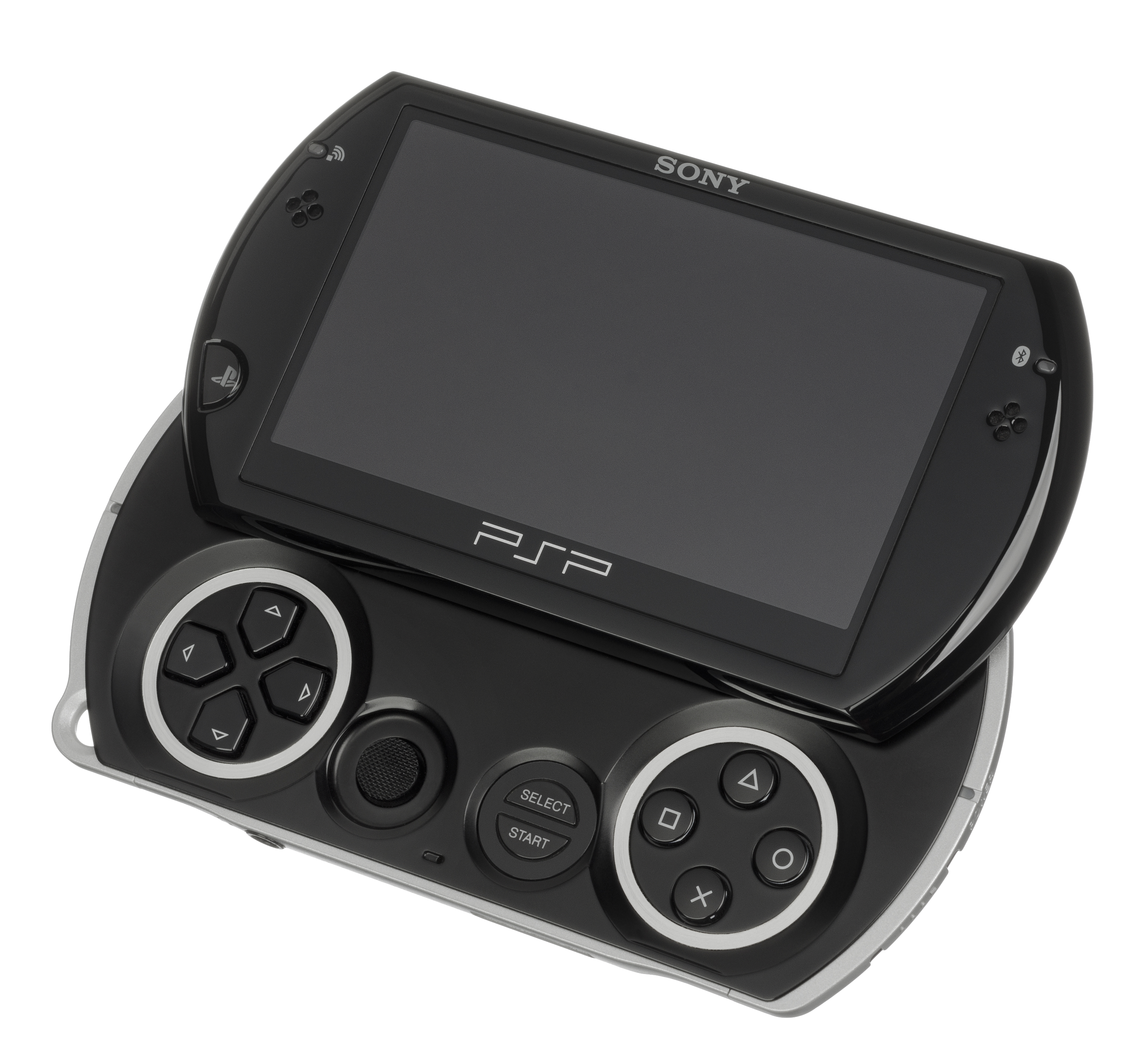
PlayStation Portable Go (2009–2011)

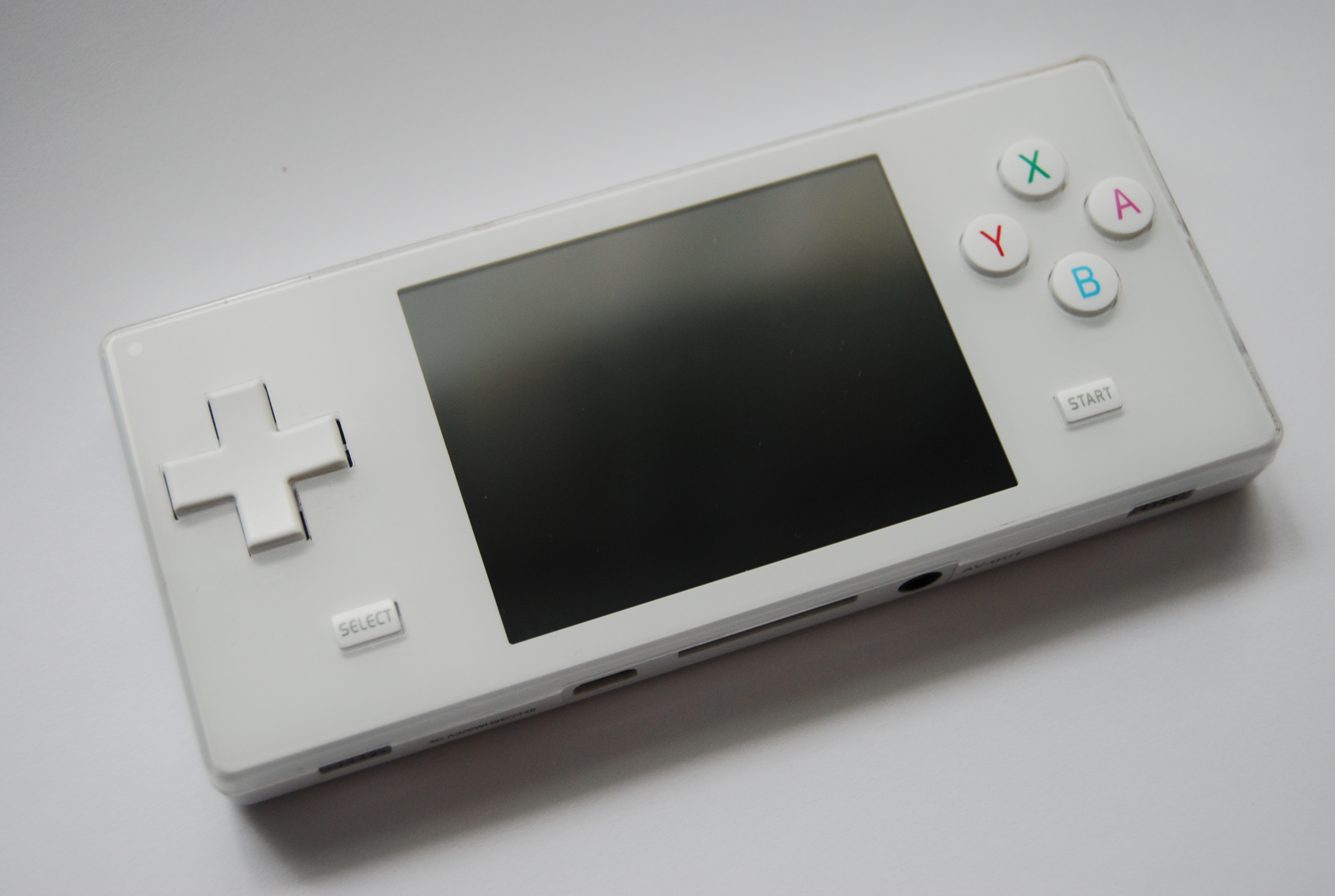
Dingoo A-320 (2009)
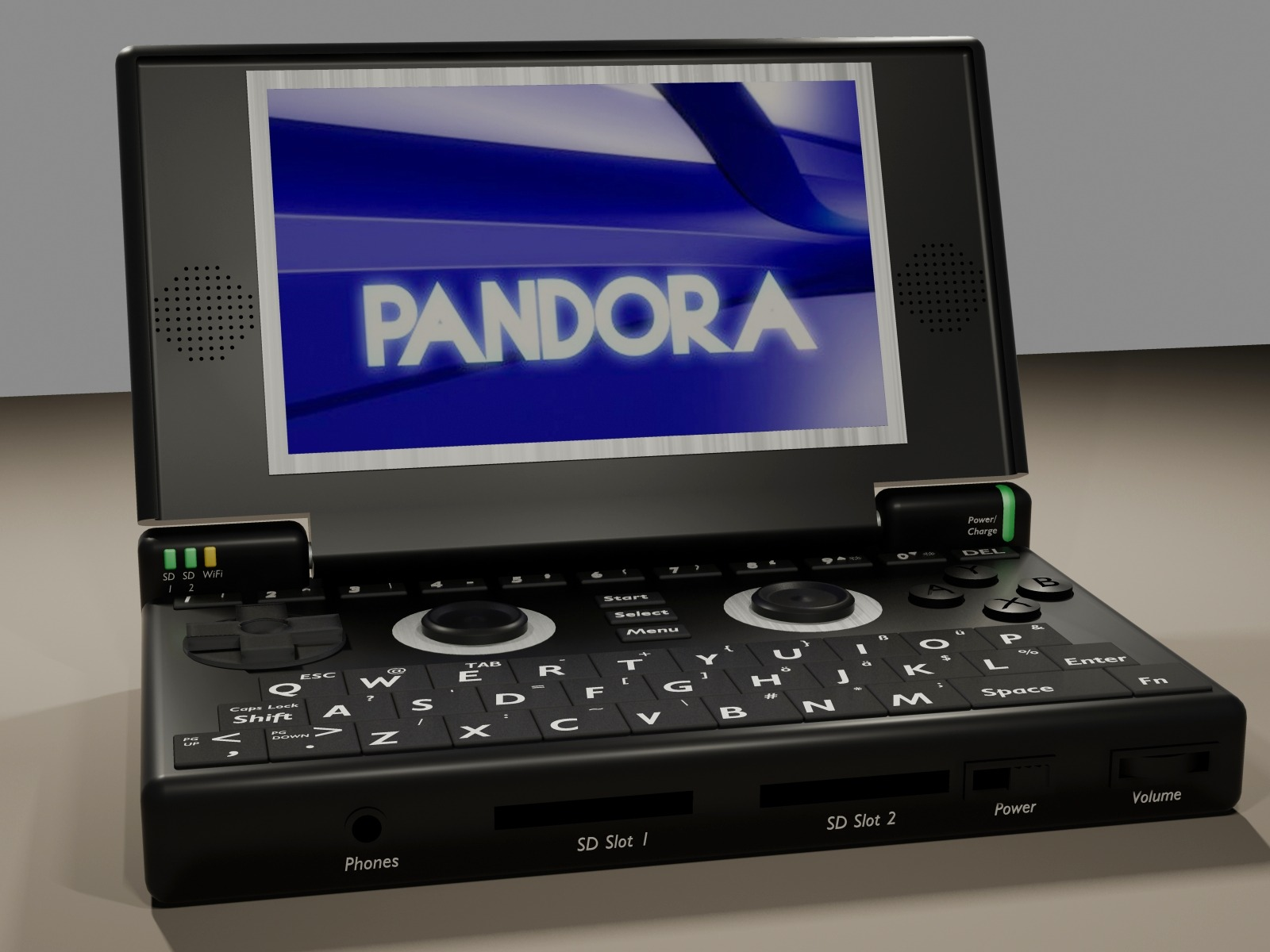
Pandora (2010)
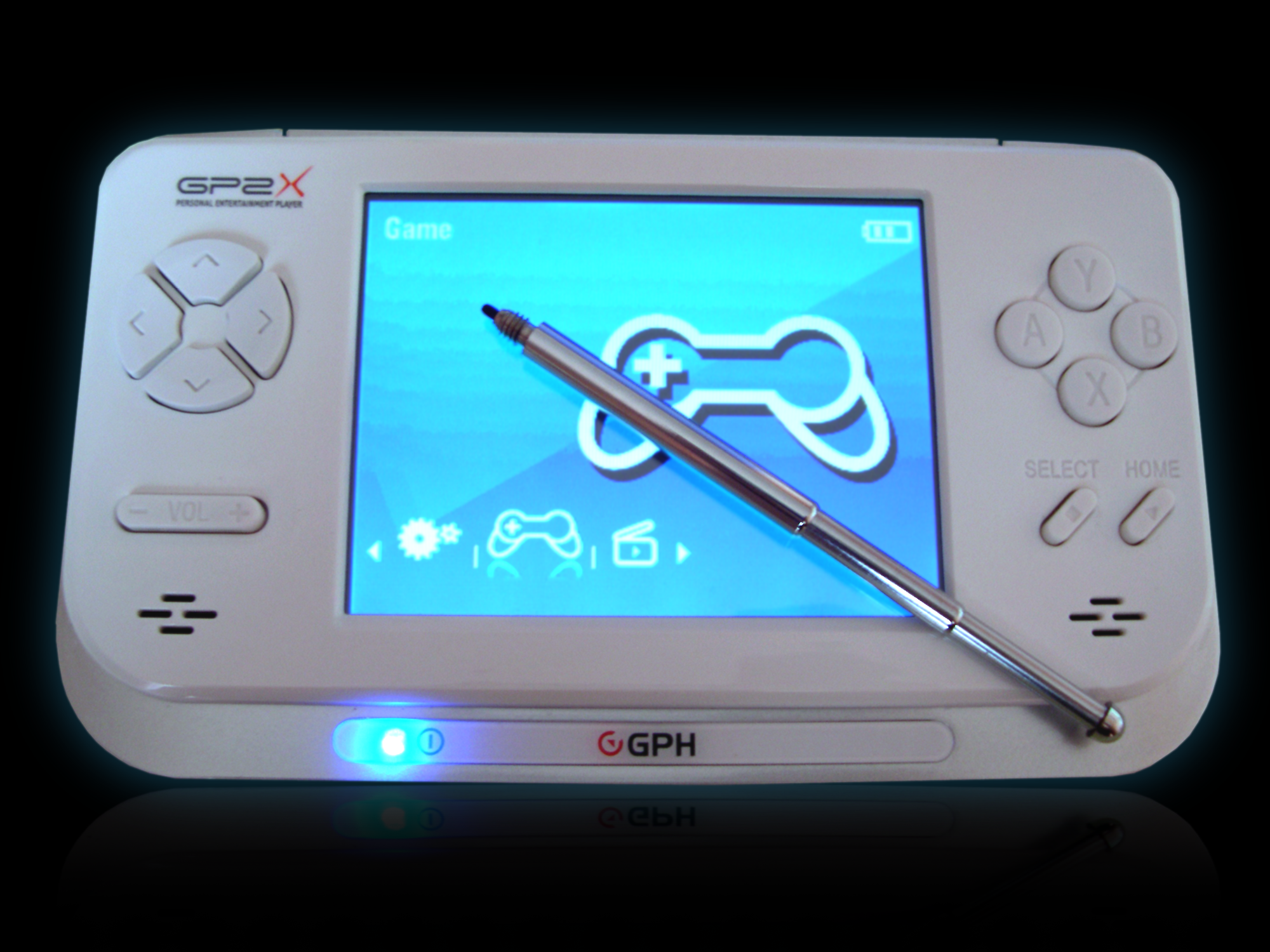
GP2X (2005)